# Octave David
Pour les articles homonymes, voir David (patronyme).
Octave David, né le 24 mars 1878 à Aresches (Jura) et mort le 27 février 1942 à Besançon (Doubs), était un ouvrier-horloger, syndicaliste et homme politique français.
Né le 24 mars 1878 dans le Jura français ou la Suisse romande, Octave David est apprenti dans le val de Saint-Imier où subsistent de nombreux membres de la Première Internationale et d'anciens communards. Il se fait élire président du comité central de la Fédération des syndicats des faiseurs de pendants et se fait connaitre lors d'une importante grève,, avant de s'installer en 1907 à Besançon. Il y créé en 1919 un syndicat unique des ouvriers de l’industrie horlogère dont il devient permanent, assurant également le secrétariat de l’Union locale puis départementale CGT du Doubs ; jusqu'à sa mort, il exercera des responsabilités de premier plan dans ces deux organes. Contribuant également à la fondation du journal l'Œuvre sociale en 1922 avec Maurice Baigue et Auguste Jouchoux, il y écrit systématiquement des articles,.
Militant socialiste classé comme « centriste » ou « reconstructeur », David était partisan d'une collaboration entre ouvriers et patrons,. Politiquement il appartient d'abord à la Section française de l'Internationale ouvrière jusqu'en 1922, puis au groupe socialiste autonome, au Parti socialiste communiste en 1923, au Parti d'unité prolétarienne, avant de revenir à la SFIO. Plusieurs fois candidat sous cette dernière étiquette, il recueille 1 323 voix aux législatives de 1932 dans la Première circonscription du Doubs, 1 174 voix aux municipales de 1935 à Besançon, ou encore 194 voix aux cantonales de 1937 pour le canton de Besançon-Sud. Élu au conseil municipal à partir de 1919, à l'Occupation il est désigné par Vichy à ce poste plaidant qu'il « acceptait ne serait-ce que pour obtenir une paire de chaussures pour ceux qui en avaient besoin. »
Son décès est annoncé par voie de presse le 27 février 1942 à Besançon, disparaissant à l'âge de soixante-trois ans. En son honneur, une rue du quartier Grette-Butte ainsi qu'une plaque et une salle de la maison du peuple lui sont dédiées.